# Regresos
Los Regresos (en griego antiguo, Νόστοι Nóstoi, literalmente ‘regresos al hogar’; en latín Nosti) es el título de un poema épico perdido de la literatura griega antigua. Formaba parte del ciclo troyano, que narraba la epopeya completa de la Guerra de Troya, ubicándose cronológicamente tras la Iliupersis (Saqueo de Ilión) y antes de la Odisea.
El autor de los Regresos es incierto: los autores antiguos atribuyeron el poema a Agias de Trecén (Άγίας), a Hegesias de Salamina (Ἡγησίας), a Homero y a un desconocido Eumolpo (Εύμολπος) o Eumelo (Εὔμελος). El poema, compuesto en hexámetros dactílicos distribuidos en cinco libros, probablemente fuera terminado en el siglo VII o VI a. C., si bien la fecha de su composición y la de su puesta por escrito son bastante inciertas.

## Argumento
Los Regresos relata el retorno a casa de los héroes griegos tras el final de la Guerra de Troya. Para su trama dependemos casi completamente de un resumen del ciclo épico contenido en la Crestomatía atribuida a un desconocido «Proclo» (posiblemente identificable con el gramático del siglo II Eutiquio Proclo). Algunas otras referencias antiguas a este poema dan más datos acerca de su trama.
El poema arranca cuando los griegos están preparándose para zarpar hacia Grecia. La diosa Atenea está enfurecida por el impío comportamiento de los griegos en el saqueo de Troya (véase Iliupersis). Agamenón se queda atrás para apaciguarla; Diomedes y Néstor parten en seguida y llegan a casa sanos y salvos; Menelao parte pero se encuentra con una tormenta y pierde la mayoría de sus barcos, tras lo cual arriba a Egipto y pasa allí varios años. Otros griegos, incluyendo al profeta Calcante, llegan por tierra a Colofón, donde este muere y es enterrado.
Cuando Agamenón se prepara para partir, se le aparece el fantasma de Aquiles y le predice su destino. Agamenón hace un sacrificio y parte a pesar de todo; Neoptólemo, sin embargo, recibe la visita de su abuela, la ninfa marina Tetis, quien le dice que espere y haga más sacrificios a los dioses. Zeus envía una tormenta sobre Agamenón y sus acompañantes a petición de Atenea, y Áyax el Menor muere sobre las rocas Caférides, en el extremo sur de Eubea. Neoptólemo sigue el consejo de Tetis, vuelve a casa por tierra y se encuentra con Odiseo en Maronea (Tracia), quien había llegado allí por mar. Neoptólemo llega a casa, aunque Fénix muere durante el viaje. Neoptólemo fue reconocido entonces por su abuelo Peleo.
Agamenón llega también a su reino, donde es asesinado por su esposa Clitemnestra y por el amante de esta y primo de Agamenón, Egisto. Más tarde, el hijo de Agamenón y Clitemnestra, Orestes, vengará la muerte de su padre asesinando a ambos. Finalmente Menelao llega a casa desde Egipto. (Esta última parte, conocida como Orestíada, es narrada en los libros III y IV de la Odisea por Néstor y Menelao, y forma además la base para la trilogía homónima de tragedias de Esquilo.)
Al final de los Regresos, el único héroe griego vivo que aún no ha regresado a casa es Odiseo. Su regreso se relata en la Odisea.

## Ediciones
Ediciones impresas en griego:
- A. Bernabé (1987): Poetarum epicorum Graecorum testimonia et fragmenta (Testimonios y fragmentos de los poetas épicos griegos), pt. 1, Bibliotheca Teubneriana, Leipzig.
- Malcom Davies (1988): Epicorum Graecorum fragmenta (Fragmentos de los épicos griegos), Vandenhoek & Ruprecht, Gotinga.